# هولبک، ناتینگهام‌شر
هولبک (به انگلیسی: Holbeck) یک روستا و محله مدنی در بریتانیا است که در بستلو واقع شده‌است. هولبک ۱۹۵ نفر جمعیت دارد.